# Crenatula
Crenatula is een geslacht van tweekleppigen uit de  familie van de Pteriidae. 

## Soort
- Crenatula picta (Gmelin, 1791)